# Comuna de Przygodzice
Przygodzice (polaco: Gmina Przygodzice) é uma gminy (comuna) na Polónia, na voivodia de Grande Polónia e no condado de Ostrowski. A sede do condado é a cidade de Oleśnica.
De acordo com os censos de 2004, a comuna tem 11 249 habitantes, com uma densidade 68,8 hab/km².

## Área
Estende-se por uma área de 163,48 km², incluindo:
- área agricola: 43%
- área florestal: 45%

## Demografia
Dados de 30 de Junho 2004:
De acordo com dados de 2002, o rendimento médio per capita ascendia a 1278 zł.

## Subdivisões
- Antonin, Bogufałów, Chynowa, Czarnylas, Dębnica, Hetmanów, Janków Przygodzki, Ludwików, Przygodzice, Przygodziczki, Smardów, Topola Wielka, Topola-Osiedle, Wysocko Małe.

## Comunas vizinhas
- Mikstat, Odolanów, Ostrów Wielkopolski, Ostrów Wielkopolski, Ostrzeszów, Sieroszewice, Sośnie